# DJ Food
DJ Food ist ein britisches Musikprojekt, dessen Veröffentlichungen im weitesten Sinne der elektronischen Musik zuzuordnen sind.

## Geschichte
Das Projekt wurde 1990 von den Coldcut-Mitgliedern Matt Black und Jonathan More sowie den DJs Patrick Carpenter (PC) und Kevin Foakes (Strictly Kev) gegründet. Die Mitglieder wollten zunächst nur Platten mit Breakbeats, Loops und Samples als „DJ-Futter“ veröffentlichen, worauf der Name des Projektes zurückgeht. Ab dem Jahr 1990 veröffentlichten Black und More eine Jazz Brakes betitelte Reihe auf dem Label Ninja Tune unter dem Namen DJ Food.
Nachdem beide erste Anfragen für DJ-Auftritte erhielten, holten sie die DJs PC und Strictly Kev an Bord, die bei den Auftritten dem Projekt ein „Gesicht“ gaben. Ab 1994 erschienen dann auch erste 12"-Singles und 1995 das erste „richtige“ Studio-Album A Recipe For Disaster. Es folgten zahlreiche Auftritte in Europa und Amerika. 1996 erschien das Remix-Album Refried Food mit Neubearbeitungen von DJ-Food-Tracks von Fila Brazillia, Autechre, Squarepusher, The Herbaliser, Doctor Rockit, Wagon Christ, Ashley Beedle und weiteren Musikern.
PC und Strictly Kev mixten dann auch für Warp Records die Blech-Reihe. Matt Black und Jonathan More splitteten ihre Aktivitäten ab Ende der 1990er Jahre stärker zwischen Coldcut und DJ Food. Im Jahr 2000 erschien das nächste Studio-Album Kaleidoscope. 2001 folgte das Mix-Album Now, Listen!.
Danach zogen sich Black und More immer weiter aus dem Projekt zurück und PC widmete sich verstärkt seinen Aktivitäten bei The Cinematic Orchestra und verließ DJ Food dann endgültig.
Seitdem wird das Projekt nur noch von Kevin Foakes weitergeführt. Nach einigen Singles und DJ-Mixen im Eigenvertrieb erschien 2012 das Album The Search Engine auf Ninja Tune.

## Diskografie (Auswahl)
Alben
- 1990: Jazz Brakes Volume 1 (Ninja Tune)
- 1991: Jazz Brakes Volume 2 (Ninja Tune)
- 1992: Jazz Brakes Volume 3 (Ninja Tune)
- 1993: Jazz Brakes Volume 4 (Ninja Tune)
- 1994: Jazz Brakes Volume 5 (Ninja Tune)
- 1995: A Recipe For Disaster (Ninja Tune)
- 1996: Refried Food (Ninja Tune, Remix-Album)
- 2000: Kaleidoscope (Ninja Tune)
- 2001: DJ Food & DK – Now, Listen! (Ninja Tune)
- 2007: DJ Food & DK – Now, Listen Again! (Ninja Tune)
- 2011: The Search Engine (Ninja Tune)

DJ-Mixe
- 1996: Coldcut & DJ Food vs DJ Krush – Cold Krush Cuts (Ninja Tune)
- 2004: Raiding The 20th Century – Words & Music Expansion (UbuWeb / Ninja Tune)
- 2007: Remember The Future? (Eigenvertrieb)
- 2009: A Weird World Reader (Eigenvertrieb)
- 2009: Blech 20.1 (Eigenvertrieb)
- 2010: Blech 20.2 (Eigenvertrieb)
- 2010: A Shape Of Things Reader (Eigenvertrieb)
- 2010: More Volts: The Funky Eno (Eigenvertrieb)
- 2012: Solid Psyche (Ninja Tune)
- 2015: Solid Steel (Selected Aphex Works) (Ninja Tune)

Singles & EPs
- 1994: Peace (Ninja Tune)
- 1995: Freedom (Ninja Tune)
- 1995: A Dub Plate Of Food (Ninja Tune)
- 2000: A Dub Plate Of Food Volume 2 (Ninja Tune)
- 2001: The Quadraplex EP (Ninja Tune)
- 2009: The Shape Of Things That Hum (Ninja Tune)
- 2009: One Man's Weird Is Another Man's World (Ninja Tune)
- 2011: Magpies, Maps And Moons (Ninja Tune)
- 2012: DJ Food & The Amorphous Androgynous – The Illectrik Hoax (Ninja Tune)